# Dalla Bovisa a Brooklyn
Dalla Bovisa a Brooklyn, pubblicato nel 2012, è un EP del gruppo musicale italiano Calibro 35.

## Concept
L'EP contiene sei brani registrati a New York durante le sessioni di Ogni riferimento... ed è accompagnato da un fumetto, disegnato da Gianfranco Enrietto e scritto da Marco Philopat, che racconta, tra realtà e finzione, l'esperienza newyorchese del gruppo.

## Tracce
1. Broccolino Funk
2. New York By Night
3. Tema Del Padrino
4. Death Dies
5. Tema di Alice
6. Bushwick, Nigeria

## Formazione
- Enrico Gabrielli - tastiere, fiati
- Fabio Rondanini - batteria, percussioni
- Luca Cavina - basso
- Massimo Martellotta - chitarra
- Tommaso Colliva - produzione